# Oost-Pruisisch voetbalkampioenschap 1927/28
In 1927/28 werd het dertiende Oost-Pruisisch voetbalkampioenschap gespeeld, dat georganiseerd werd door de Baltische voetbalbond.
VfB Königsberg werd kampioen en plaatste zich voor de Baltische eindronde. Als vicekampioen mocht ook SpVgg Memel naar die eindronde. Ook hier werd VfB kampioen, terwijl Memel laatste werd. VfB plaatste zich zo voor de eindronde om de Duitse landstitel. De club versloeg eerst Breslauer SC 08 en verloor dan van Hamburger SV.

## Ostpreußenliga
| Plaats | Club                             | Wed. | W  | G | V | Saldo | Ptn. |
| ------ | -------------------------------- | ---- | -- | - | - | ----- | ---- |
| 1.     | VfB 1900 Königsberg              | 12   | 11 | 0 | 1 | 44:18 | 22   |
| 2.     | SpVgg Memel                      | 12   | 7  | 1 | 4 | 27:26 | 15   |
| 3.     | SV Prussia-Samland Königsberg    | 12   | 7  | 0 | 5 | 43:27 | 14   |
| 4.     | SV 1905 Insterburg               | 12   | 5  | 2 | 5 | 19:29 | 12   |
| 5.     | SV Viktoria Allenstein           | 12   | 4  | 0 | 8 | 23:29 | 8    |
| 6.     | SV Rasensport-Preußen Königsberg | 12   | 4  | 0 | 8 | 19:28 | 8    |
| 7.     | Rastenburger SV                  | 12   | 2  | 1 | 9 | 15:33 | 5    |

|  | Kampioen, geplaatst voor Baltische eindronde                                                                                       |
|  | Vicekampioen, geplaatst voor Baltische eindronde                                                                                   |
|  | Rasensport-Preußen trok zich na 10 speeldagen terug, de overige wedstrijden werden als overwinning voor de andere club aangerekend |
|  | Deelname kwalificatieronde |

## Kwalificatieronde
| Plaats | Club                     | Wed.           | W              | G              | V              | Saldo          | Ptn.           |
| ------ | ------------------------ | -------------- | -------------- | -------------- | -------------- | -------------- | -------------- |
| 1.     | SC Preußen Insterburg    | 3              | 2              | 1              | 0              | 13:3           | 5              |
| 2.     | SV Masovia Lyck          | 3              | 2              | 1              | 0              | 10:8           | 5              |
| 3.     | SV Hindenburg Allenstein | 3              | 1              | 0              | 2              | 11:7           | 2              |
| 4.     | Rastenburger SV          | 3              | 0              | 0              | 3              | 4:20           | 0              |
| 5.     | SpVgg ASCO Königsberg    | Teruggetrokken | Teruggetrokken | Teruggetrokken | Teruggetrokken | Teruggetrokken | Teruggetrokken |

|  | Promotie naar Ostpreußenliga 1928/29 |